# Dècada del 1770

## Esdeveniments
- Invenció de la goma d'esborrar
- Descoberta de l'oxigen
- Proclamació de la independència dels Estats Units

## Personatges destacats
- Maria Antonieta d'Àustria
- James Cook
- George Washington